# Georg Klein (General)
Georg Valentin Klein (* 26. Juli 1961 in Bendorf) ist ein Generalmajor des Heeres der Bundeswehr und seit September 2022 stellvertretender Kommandeur des Rapid Reaction Corps France. Als Kommandeur des Provincial Reconstruction Teams (PRT) Kundus in Afghanistan forderte er den Luftangriff bei Kundus an.

## Leben
Klein ist eines von sechs Kindern eines Beamten der Wasserschutzpolizei. Ein älterer Bruder wurde schon vor ihm Berufssoldat. Klein machte 1980 am Wilhelm-Remy-Gymnasium in Bendorf Abitur. 

### Militärische Laufbahn

#### Ausbildung und erste Verwendungen
Er begann seinen Dienst am 1. Juli 1980 im Panzerbataillon 144 in Koblenz. Im Rahmen der Offizierausbildung studierte er an der Universität der Bundeswehr Hamburg Wirtschafts- und Organisationswissenschaften mit dem Abschluss Diplom-Kaufmann. Anschließend wurde er von 1986 bis 1991 als Panzerzugführer, S2-Offizier und Kompaniechef der 4. Kompanie im Panzerbataillon 143 in Stadtallendorf Hessen eingesetzt. Von 1991 bis 1993 war er Adjutant des Stellvertretenden Obersten Alliierten Befehlshabers (DSACEUR) General Dieter Clauß im Hauptquartier SHAPE in Mons (Belgien). 

#### Dienst als Stabsoffizier
1993 bis 1995 war er Teilnehmer am 36. Generalstabslehrgang des Heeres an der Führungsakademie der Bundeswehr und diente dann als Stabsoffizier im Führungsstab der Streitkräfte im Bundesministerium der Verteidigung. 1999 bis 2000 war er G3-Stabsoffizier in der Panzerbrigade 34 in Diez/Lahn. In dieser Zeit kam Klein als Stabsoffizier im Hauptquartier SFOR in Sarajevo/Bosnien-Herzegowina zum Einsatz. 2000 wurde er als Oberstleutnant Kommandeur des Panzerbataillons 154 in Westerburg im Westerwald und bereitete diesen Verband für seinen Einsatz in Bosnien und Herzegowina vor.
2002 bis 2004 war er Referent an der Ständigen Vertretung der Bundesrepublik Deutschland bei der NATO (DNV) in Brüssel. Dem folgte von 2004 bis 2006 eine Verwendung als Personalstabsoffizier und Personalführer der Generalstabsoffiziere des Heeres im Personalamt der Bundeswehr in Köln. 2006 wurde Klein G3 Planung / Einsatz / Organisation im Heeresführungskommando in Koblenz und zum Oberst befördert. Ab 2008 war er Chef des Stabes der 13. Panzergrenadierdivision in Leipzig.
Von März bis Oktober 2009 diente er im Rahmen des 19. deutschen ISAF-Kontingents und ab 5. April 2009 als Kommandeur des Provincial Reconstruction Teams Kundus. Georg Kleins Kommando über das PRT fiel in eine Zeit, in der sich die Kampfhandlungen im ISAF-Einsatz intensiviert hatten, auch weil durch die NATO eine neue Aufstandsbekämpfung mit 40000 zusätzlichen Soldaten eingeleitet worden war. Der unter Kleins Kommando am 29. April 2009 in Kundus gefallene Hauptgefreite Sergej Motz gilt als der erste in einem Gefecht gefallene deutsche Soldat seit dem Zweiten Weltkrieg.

#### Dienst im Generalsrang
Von 2010 bis 2012 war er als Stellvertretender Leiter und Chef des Stabes der Stammdienststelle der Bundeswehr in Köln eingesetzt. Klein wurde 2012 zum Abteilungsleiter IV – Personalführung der Unteroffiziere und Mannschaften im neuen Bundesamt für das Personalmanagement der Bundeswehr ernannt. Damit war die Ernennung zum Brigadegeneral verbunden, die am 27. März 2013 erfolgte. Das Verteidigungsministerium bestätigte weiterhin, dass Klein für die künftige Tätigkeit „gut geeignet“ sei und alle fachlichen Voraussetzungen erfülle. Die Ankündigung wurde in der Presse kontrovers aufgenommen.
Zum 1. April 2017 wurde er als Nachfolger von Friedhelm Tränapp zum Geschäftsführenden General im Bundesamt für das Personalmanagement der Bundeswehr ernannt. Zum 1. März 2019 wurde Klein als Nachfolger von Markus Kurczyk auf den Dienstposten als Abteilungsleiter Ausbildung Streitkräfte (General Streitkräftegemeinsame Ausbildung) im Kommando Streitkräftebasis nach Bonn versetzt. Zum Oktober 2020 wurde er Abteilungsleiter und General Streitkräftegemeinsame Ausbildung im Streitkräfteamt in Bonn und zum 1. April 2021 Abteilungsleiter Einsatz im Kommando Streitkräftebasis in Bonn. Im September 2022 wurde Klein zum stellvertretenden Kommandeur des Rapid Reaction Corps France ernannt.

## Luftangriff bei Kundus

### Hergang
Am 5. April 2009 übernahm Klein die Führung des PRT Kunduz mit etwa 1000 deutschen und 200 Soldaten anderer Nationalität. Am Ankunftstag und der folgenden Nacht beschossen Taliban das Lager, es kam zu Kämpfen und ein US-Flugzeug wurde zur Unterstützung gerufen, flog aber nur demonstrativ im Tiefflug über das Kampfgebiet. Ab Ende April 2009 verschärfte sich die Sicherheitslage für die in der Region Kunduz eingesetzten Soldaten. Am 29. April fiel Sergej Motz, der erste deutsche Soldat, der seit dem Ende des Zweiten Weltkriegs in einem Feuergefecht ums Leben kam. Am 23. Juni fielen drei weitere deutsche Soldaten. Dutzende Soldaten wurden zum Teil schwer verletzt. Bis zum September 2009 kam es fast täglich zu Gefechten mit deutscher Beteiligung in der Region Kunduz. Der ISAF-Kommandeur Stanley McChrystal, das Regional Command North der ISTAF und die Afghanen forderten von den deutschen Truppen verstärkt gegen die Taliban zu kämpfen, während der deutsche Verteidigungsminister, der Generalinspekteur und das Einsatzführungskommando kein Risiko eingehen wollte.
Ziel des Luftangriffs bei Kundus am 4. September 2009 war es, eine Gefährdung der in Kundus eingesetzten Sicherheitskräfte durch zwei von den Taliban entführte Tanklastwagen auszuschließen. Zu den Folgen des Bombardements wurden stark abweichende Opferzahlen veröffentlicht. Im Vorfeld des Bombardements hatte es laut Bundesministerium der Verteidigung Hinweise gegeben, dass „die Aufständischen solche Tankwagen als Bomben gegen das regionale Wiederaufbauteam (PRT) der Afghanistanschutztruppe ISAF oder gegen die afghanischen Sicherheitskräfte in Kundus einsetzen wollten.“ Zudem waren am 25. August 2009 bei einem Anschlag in Kandahar mithilfe eines Tanklastwagen 39 Menschen getötet und 64 verletzt worden. Wegen der am 27. September 2009 anstehenden Bundestagswahl war die Situation der Beteiligten in Deutschland und Afghanistan besonders angespannt, zumal der Einsatz der Bundeswehr am Hindukusch in Deutschland zunehmend kritisch gesehen wurde; vor den Wahlen sollte ein möglicher Anschlag  unbedingt vermieden werden, so dass die militärischen Entscheider vor Ort unter immensem Druck standen, einen verheerenden Anschlag, der die Wahl beeinflussen würde, unbedingt zu verhindern.

### Politische Aufarbeitung
Die Umstände des Bombardements wurden in einem Untersuchungsausschuss des Deutschen Bundestages unter Vorsitz der SPD-Politikerin Susanne Kastner untersucht, in dem auch Georg Klein aussagte. Die öffentliche Zeugenanhörung des Untersuchungsausschusses endete am 10. Februar 2011 mit der Befragung von Angela Merkel und Frank-Walter Steinmeier. Der Abschlussbericht wurde am 25. Oktober 2011 dem Deutschen Bundestag vorgelegt und am 1. Dezember 2011 im Plenum abschließend debattiert.

### Disziplinarische Aufarbeitung
Die durch den Inspekteur des Heeres eingeleiteten Vorermittlungen zu einem Disziplinarverfahren prüften, ob Klein gegen die zum Einsatzzeitpunkt gültigen nationalen und internationalen Einsatzregeln verstoßen hat. Die Ermittlungen gegen Klein wurden nach etwa viermonatiger Dauer im August 2010 mit dem Ergebnis abgeschlossen, dass sich Anhaltspunkte für ein Dienstvergehen nicht ergeben hätten.

### Juristische Aufarbeitung
Der Generalbundesanwalt beim Bundesgerichtshof, der wegen des Verdachts auf ein Kriegsverbrechen ein Ermittlungsverfahren gegen Klein und Hauptfeldwebel W. eingeleitet hatte, stellte die Ermittlungen am 16. April 2010 nach § 170 Abs. 2 Satz 1 StPO ein, da weder die Vorschriften des Völkerstrafgesetzbuches noch die Bestimmungen des Strafgesetzbuches erfüllt seien. Oberst Klein sei „sich der Verpflichtung bewusst“ gewesen, „zivile Opfer soweit irgend möglich zu vermeiden“, und habe „hierbei keine ihm gebotene und praktikable Aufklärung unterlassen.“
Diese Entscheidung des Generalbundesanwaltes rief Kritik in einigen Medien, sowie seitens des Juristen Wolfgang Nešković und des kriegskritischen ehemaligen Bundeswehrsoldaten Jürgen Rose hervor. Letzterer bestätigte allerdings, dass „die gewaltsame Kaperung der beiden Tanklastwagen, die Treibstoff für die ISAF transportierten, zweifellos ein feindseliger Akt der gegnerischen Guerilla war.“ Weiterhin stellte er fest: „Diese feindliche Handlung war zum Zeitpunkt der Bombardierung keineswegs beendet – im Gegenteil waren die Taliban unter Mithilfe lokaler Dorfangehöriger damit beschäftigt, die festgefahrenen Tanker wieder flottzukriegen und zu diesem Zweck unter anderem Treibstoff aus diesen abzuzapfen.“ und „Nach militärischer Logik durften beide Akteure gemäß den Regeln des Humanitären Völkerrechts zu diesem Zeitpunkt bekämpft werden.“
Der Völkerrechtler Hans-Peter Folz verteidigte den Befehl zum Bombenangriff als „für sich genommen nicht rechtswidrig.“
Im Februar 2011 wurde auch der Versuch, die Erhebung einer Anklage wegen Mordes zu erzwingen, durch das Oberlandesgericht Düsseldorf als unzulässig zurückgewiesen.
Die noch mehr als vier Jahre nach dem Vorfall vor dem Landgericht Bonn verhandelten Klagen auf Schadensersatz von Hinterbliebenen des Kundus-Bombardements führten erneut zu medialer Aufmerksamkeit und offenen Anfeindungen gegen Klein. Mit Urteil vom 11. Dezember 2013 hatte das Landgericht Bonn die Klage abgewiesen, da nach Ansicht der Richter keine schuldhafte Pflichtverletzung vorliege, aus der sich eine Staatshaftung der Bundesrepublik Deutschland ergeben könnte. Das erstinstanzliche Urteil wurde durch die nachfolgenden Instanzen, das Oberlandesgericht Köln und den Bundesgerichtshof bestätigt. 
Eine daraufhin gestellte Verfassungsbeschwerde wurde durch das Bundesverfassungsgericht nicht zur Entscheidung angenommen, da das Gericht bei Klein keine Verletzung der Amtspflicht feststellen konnte und auch die beim Europäischen Gerichtshof für Menschenrechte (EGMR) in Straßburg eingereichte Menschenrechtsbeschwerde wurde mit Urteil vom 16. Februar 2021 abgewiesen (EGMR, Beschwerde 4871/16). Die Untersuchung des Vorfalls durch die deutschen Stellen habe den Anforderungen des Art. 2 EMRK genügt. Insbesondere stehe den Verletzten mit dem Klageerzwingungsverfahren, der Anhörungsrüge und der Verfassungsbeschwerde ein "effektiver Rechtsbehelf" zur Verfügung, der den europarechtlichen Anforderungen genüge.
Ebenfalls abgewiesen wurde die Klage eines der beiden Lastwagenfahrer, der die Feststellung der Rechtswidrigkeit des Befehls von Georg Klein begehrt hatte (Verwaltungsgericht Köln).

### Medienkritik der Bundesrichter Ulrich Herrmann und Harald Reiter
Die beiden am Urteil vom 6. Oktober 2016 beteiligten Richter Ulrich Herrmann und Harald Reiter meldeten im August 2021 große Zweifel an der Außendarstellung der Bombardierung an. Die ISAF habe Spuren von „lediglich 12 bis 13 getöteten Personen“ gefunden. Nach ihrer Einschätzung habe es zudem eine ausreichende Vorwarnzeit durch tieffliegende Kampfjets gegeben, die viele Personen vertrieben haben. Wer bei der Bombardierung noch vor Ort gewesen sei, waren „sicherlich keine Zivilisten mehr, geschweige denn Kinder.“ Menschlich höchst bedauerlich sei, dass Klein in der Öffentlichkeit weiterhin in einem völlig falschen Licht stehe.